# Museu da Inconfidência
Museu da Inconfidência é um museu histórico e artístico que ocupa a antiga Casa de Câmara e Cadeia de Vila Rica e mais quatro prédios auxiliares na cidade de Ouro Preto, no estado de Minas Gerais. O museu é dedicado à preservação da memória da Inconfidência Mineira e também oferece um rico painel da sociedade e cultura mineiras no período do ciclo do ouro e dos diamantes no século XVIII, incluindo obras de Manuel da Costa Ataíde e Aleijadinho. Localiza-se na praça Tiradentes, em frente ao monumento a Joaquim José da Silva Xavier, o mais famoso ativista da Inconfidência.  

## História

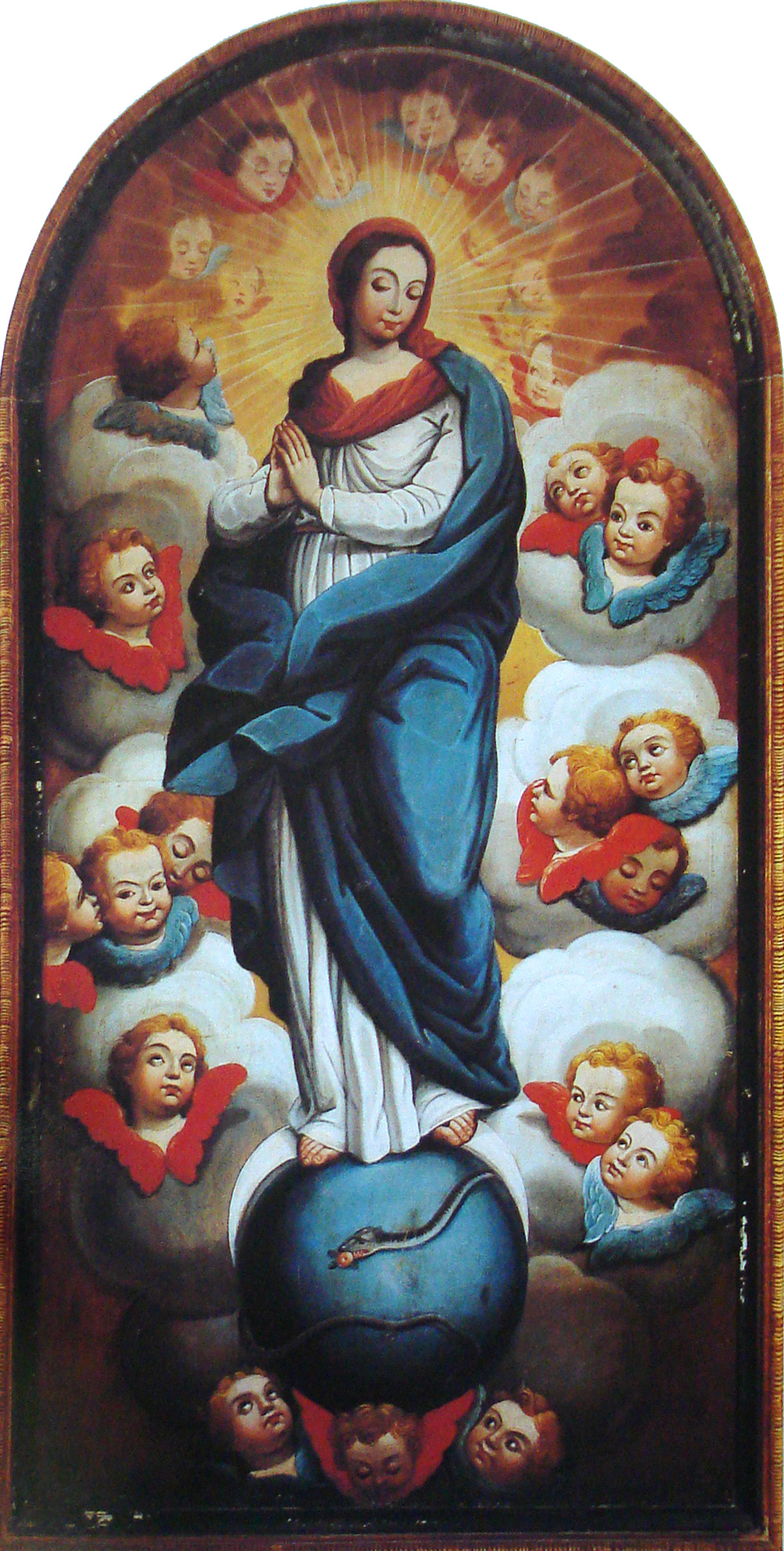
João Nepomuceno Correia e Castro (atribuição): Imaculada Conceição, século XVIII.

### Antecedentes
A Inconfidência Mineira ocorreu no ano de 1789, em um contexto de crise da monarquia absolutista portuguesa e da emergência dos pensamentos iluministas. Neste cenário, se destacam também outros movimentos que possuíam um viés anticolonial e de independência, como os casos da Conjuração Baiana e  da Conjuração Carioca.  Além disso, é importante ressaltar que no mesmo período, ocorria o enfraquecimento na economia mineradora. Diante de tal panorama, a Coroa Portuguesa aumentou a pressão sobre a colônia. Dessa forma, a situação acabou por acarretar uma série de motins durante o século XVIII, como a Revolta de Vila Rica, por exemplo. O próprio movimento da Inconfidência, no entanto, foi interrompido antes mesmo de ganhar força. Seus participantes foram presos e exilados no continente africano e apenas um dos integrantes foi sentenciado a morte, Joaquim José da Silva Xavier, o Tiradentes. Em 21 de abril de 1792, no Rio de Janeiro, o alferes foi condenado a forca, tendo seu corpo esquartejado e exposto em pontos estratégicos da Estrada Real. Sua cabeça foi exposta na antiga Vila Rica, onde hoje está localizada a Praça Tirandentes em Ouro Preto.
Iniciativas em prol da memória de Tiradentes e dos Inconfidentes iniciaram já no século XIX. Um exemplo disso foi a Coluna Saldanha Marinho na praça principal de Ouro Preto, em 1867. Ela é assim chamada por referência ao presidente da província de Minas Gerais, Joaquim Saldanha Marinho, e está localizada nas imediações da antiga estação ferroviária. Após a Proclamação da República em 1889, os republicanos planejaram a substituição desse monumento, pois o consideravam modesto demais para homenagear os inconfidentes. Em 1894, a Coluna foi substituída pela estátua de Tiradentes, juntamente com o decreto de feriado nacional no dia 21 de abril.

### Fundação do Museu da Inconfidência
O Museu da Inconfidência é um dos principais museus históricos brasileiros. No período republicano, o Estado brasileiro criou outros museus com a temática histórica. Entre os mais destacados, encontram-se o Museu do Ipiranga (1895), reformado em  1917 para se tornar efetivamente um museu de história, o Museu Histórico Nacional (1922) e o Museu Imperial de Petrópolis, fundado em 1940. Estes museus fizeram parte do processo de construção republicana da Independência do Brasil. Em vista disso,  contexto histórico do surgimento do Museu da Inconfidência compreende o período do modernismo brasileiro, ou seja, a primeira metade do século XX. A instituição de memória foi destinada a rememorar um passado coletivo, o que envolvia a monumentalização dos espaços associados ao movimento político colonial. Logo, o museu visou construir um acervo que contemplasse ao movimento da Inconfidência, o ciclo da mineração e a arte barroca.
O Museu da Inconfidência teve sua formulação inicial na decisão do governo de Getúlio Vargas em resgatar os despojos dos líderes da Inconfidência Mineira, então sepultados na África, onde haviam sido degredados. A decisão de criar um museu em Ouro Preto dedicado à Inconfidência Mineira é parte integrante de um movimento mais amplo de construção de uma memória nacional pelo Estado brasileiro, no qual a preservação de monumentos e objetos do período colonial eram fundamentais. Para atingir este objetivo foi criado um órgão federal  responsável pela defesa do patrimônio histórico e artístico brasileiro, o IPHAN.A criação de órgãos especializados e instituições públicas, como o Iphan, Museu da Inconfidência e Museu Imperial, foi uma iniciativa do Estado Novo de concentrar e recuperar o passado brasileiro. Esse processo histórico é caracterizado por uma articulação entre poder político e produções de intelectuais nacionais. Onde esses produtores de saberes científicos, artísticos, sociais, históricos e outros, teriam a responsabilidade de traduzir em suas obras a nacionalidade brasileira. Ou seja, cabia a esses especialistas fazer o estudo do passado brasileiro, com intuito de encontrar elos culturais e sociais entre passado e presente da nação. Iniciativas de articulações entre o poder político e intelectuais são uma marca forte do órgão DIP e a segunda geração do movimento modernista.
Augusto de Lima Júnior foi incumbido da missão de descobrir o local do sepultamento e repatriar os restos mortais dos conjuradores. Antes do fim do ano de 1936, o intelectual mineiro desembarcou no Rio de Janeiro com o resultado de suas buscas. As urnas foram depositadas no Arquivo Histórico Nacional. A antiga Casa da Câmara e Cadeia da cidade de Ouro Preto foi escolhida para abrigar os restos mortais. O edifício serviu como penitenciária até 1937, quando os presos foram transferidos para uma nova penitenciária estadual em Belo Horizonte. Após a transferência, teve início um conjunto de reformas transformar o prédio histórico em museu e local adequado ao Panteão da Inconfidência.O primeiro diretor do Museu foi o Cônego Raimundo Trindade,  religioso, historiador e pesquisador. Esse evento carrega consigo o reconhecimento do poder político e social da Igreja Católica no governo brasileiro. Essa nomeação veio do desejo de transformar o Museu não apenas num espaço que reúne objetos materiais sobre a Inconfidência Mineira, mas também para expor a história da Igreja Católica em Minas Gerais e o seu papel fundamental na tarefa de civilização do povo brasileiro. 

As primeiras peças do museu foram coletadas em várias cidades e vilas da região, especialmente de Mariana. Getúlio Vargas ordenou a doação ao museu do 7º volume dos Autos da Devassa e das traves da forca de Tiradentes que estavam no Rio. Além disso foi adquirida a grande coleção de arte colonial de Vicente Raccioppi e com o passar dos anos o acervo foi sendo ampliado com aquisições variadas, incluindo a transferência de grande coleção documental em depósito em outras instituições nacionais e regionais e a grande biblioteca de Tarquínio de Oliveira, com mais de 12 mil volumes e que incluía muitas obras raras.Em 1938, Getúlio Vargas e sua comitiva se dirigiram à Ouro Preto para a entrega oficial das relíquias dos heróis à sua cidade de origem. As reformas do edifício ainda demoravam, e os restos mortais foram provisoriamente depositadas, em um grande cortejo cívico-religioso, na Igreja de Nossa Senhora da Conceição, Matriz de Antônio Dias, onde permaneceram por quatro anos.

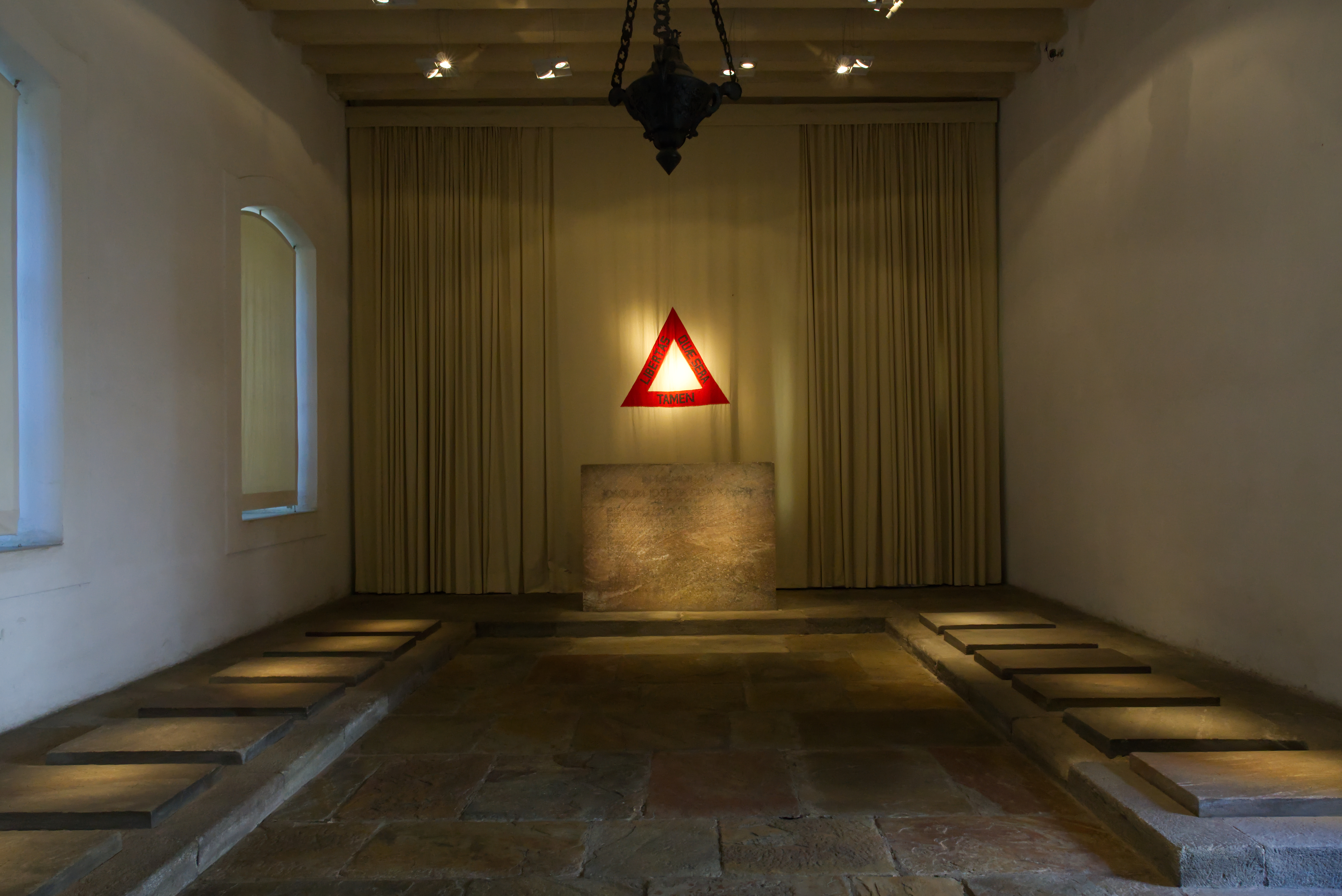
Panteão dos Inconfidentes

Terminada a reforma na Casa da Câmara, que incluiu a supressão de acréscimos espúrios e a recuperação do aspecto original do edifício já bastante desfigurado, o Panteão da Inconfidência foi inaugurado com o traslado dos restos mortais do grupo em 21 de abril de 1942, na comemoração do 150º aniversário da decretação da sentença condenatória dos inconfidentes. Também foi instalado numa sala contígua o túmulo de Maria Dorotéia Joaquina de Seixas, a Marília, musa de Tomás Antônio Gonzaga, e o cenotáfio de Bárbara Heliodora da Silveira, esposa  e incentivadora de Alvarenga Peixoto. Entretanto o museu propriamente dito só foi inaugurado em 11 de agosto de 1944, no bicentenário de Tomás Antônio Gonzaga, e sua organização foi saudada na época como avançada para o tipo de museologia praticada no Brasil de então. Em vista disso, o Estado Novo utilizou-se da narrativa de que os inconfidentes lutaram para defender a liberdade dos habitantes da colônia, perante as exigências econômicas de Portugal. Supostamente guiados por um sentimento de fraternidade e nacionalidade, um povo extorquido e desprotegido, que teve que se unir em prol de sua própria proteção. Em outras palavras, a narrativa Estado-novista tentou convencer a população brasileira, através de museus e patrimônios, como o Museu da Inconfidência e a Praça Tiradentes, da existência de uma identidade nacional antes até da independência do Brasil, motivada por um senso de soberania popular.
Depois do período inicial, quando a instituição gozou de grande prestígio e publicava um Anuário reputado pela qualidade de seus artigos, a queda de Getúlio transformou o panorama político nacional, e por causa de sua associação com antigo regime, o museu entrou em uma fase de decadência. O quadro de funcionários foi reduzido a um mínimo, o prédio histórico começou a decair sem receber manutenção, o Anuário foi suspenso e todo o segundo andar teve de ser fechado à visitação. A situação só mudaria com a chegada de Delso Renault, enviado pelo IPHAN, realizando a recuperação do prédio, o restauro de numerosas peças de mobiliário, a reabertura do segundo piso e instituição da cobrança de ingressos como forma de obtenção de alguma renda. Em 1973, inaugura-se o Centro de Estudos do Ciclo do Ouro, que consistia em levantar toda a documentação histórica econômica fiscal daquele período.Em 1974, houve a inauguração do Museu Casa dos Contos. O edifício foi construído entre 1782 a 1784, originalmente para residência e Casa dos Contratos do arrematante da Arrecadação Tributária das Entradas e Dízimos, João Rodrigues de Macedo, comerciante e contratador na Capitania de Minas Gerais, que tinha uma das maiores fortunas da colônia no século XVIII. Durante a Inconfidência, o edifício serviu como prisão nobre para os conjurados, como Padre Rolim e Cláudio Manuel da Costa.

## O prédio histórico

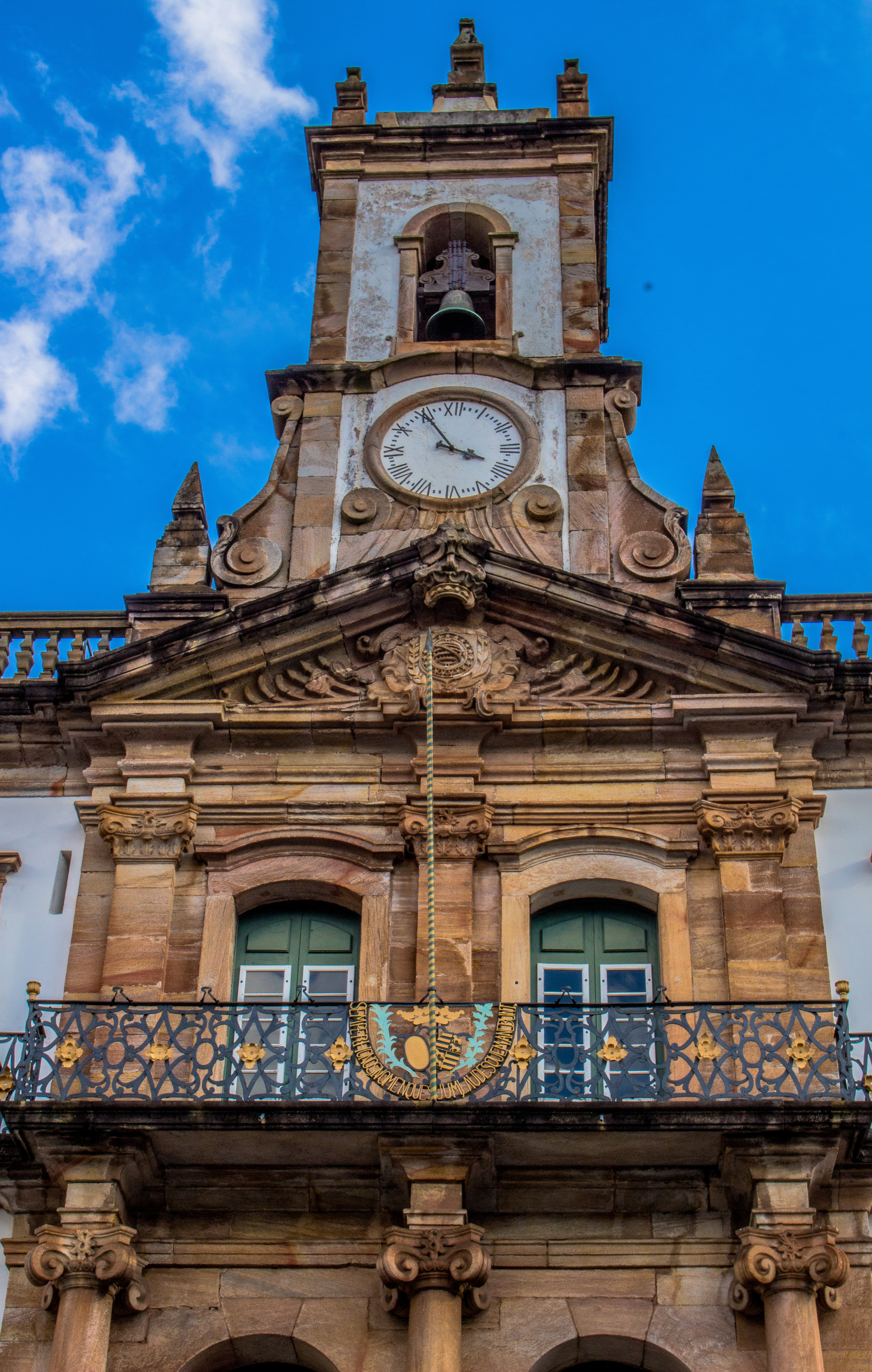
Detalhe do edifício.

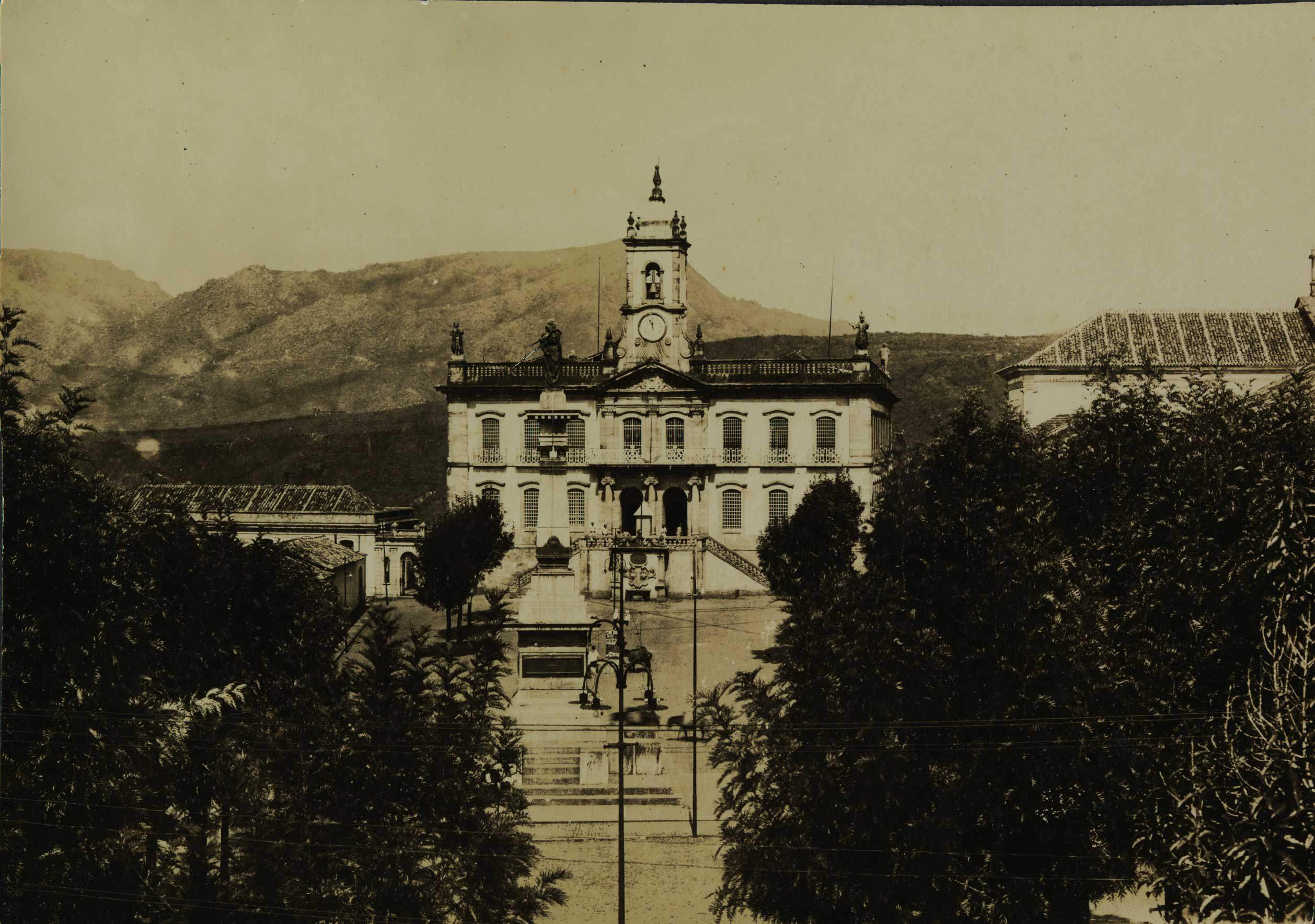
Penitenciária de Ouro Preto.

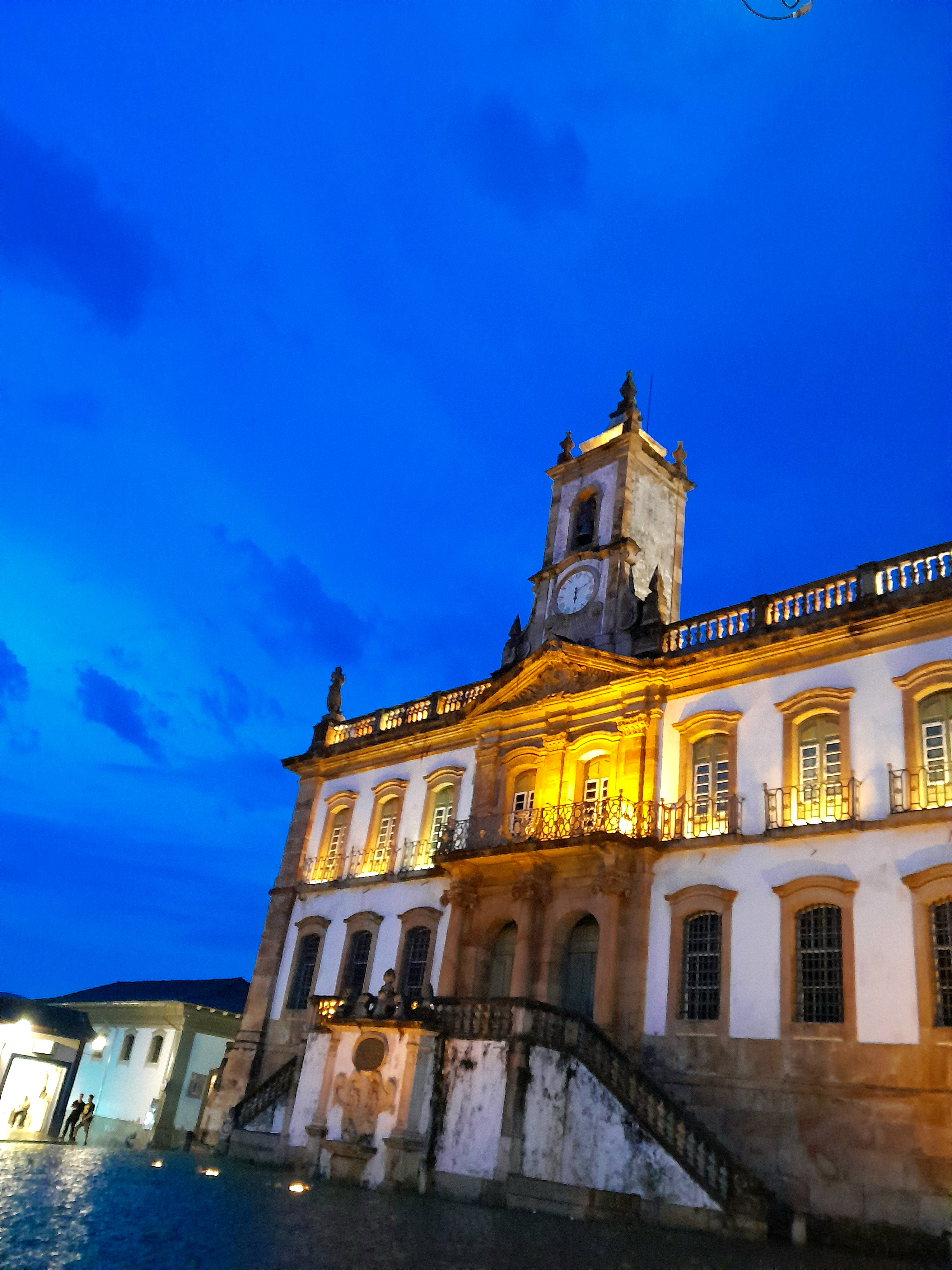
Fachada do museu ao entardecer.

A Casa da Câmara e Cadeia de Ouro Preto é um dos mais importantes remanescentes da arquitetura colonial do barroco tardio no Brasil, erguido pelo governador Luís da Cunha Meneses com um projeto de José Fernandes Pinto Alpoim na década de 1780, num período em que as riquezas das minas começavam a se esgotar e os desmandos do governador geravam críticas. O projeto original atendia às necessidades deste tipo de edifício, com salas de arsenal, campanário para convocação do povo, um cárcere, uma enfermaria, um oratório, uma cozinha e um açougue, além das salas administrativas. Traços do neoclassicismo que começava a surgir também são perceptíveis no frontão e na colunata da fachada.O prédio começou a ser construído em 1785, durante a coordenação do governador Luís da Cunha Menezes. Segundo o decreto de 3 de dezembro, assinado por Benedito Valadares, no ano de 1938, o estado doou o edifício, que atualmente é o Museu da Inconfidência. A construção do prédio da Câmara e da Cadeia demorou alguns anos para, de fato, estar concluída, pois o governador tinha objetivo de ser um edifício grandioso. É importante também destacar que, junto ao prédio, estavam o sino do povo e depois o relógio público, dois elementos importantes na época. A atual praça Tiradentes, antes conhecida como praça de Santa Quitéria, foi um ponto estratégico para a construção do edifício, pois possui a junção entre os dois antigos povoados e o ponto de encontro entre os principais caminhos de entrada e saída da cidade.
O edifício era composto pela cadeia, na área do térreo, e pela Casa de Câmara, no piso superior. Contudo, a Câmara só teria sido instalada ali, no andar superior do prédio, por volta de 1836. Entretanto, em 1863, a Câmara se transferiu para outro imóvel na praça Tiradentes, diante da necessidade de ampliação de vagas para a prisão. Já em 1907, João Pinheiro, em frente ao governo do estado, transformou a cadeia em Penitenciária Estadual, no qual o prédio ficou destinado até 1938, quando foi desativada e transferida para a cidade de Ribeirão das Neves.
Vale ressaltar que, antes da escolha do museu ser na Casa de Câmara e Cadeia, outro local foi cogitado. Este seria a Igreja do Rosário, em Ouro Preto. Este local sagrado seria uma possibilidade, pois o museu estaria ligado a um elemento religioso e seria uma forma de investir na sacralidade dos objetos que contam a história do país, logo, atenderia ao desejo de Vargas em construir uma narrativa simbólica do monumento. Nesse sentido, a escolha do local, estaria relacionado aos aspectos físicos da cidade, os campos sociais, econômicos e políticos, além de ser considerado um museu de cidade. Porém, a Casa de Câmara e Cadeia foi escolhida.
Seu aspecto externo é imponente e de grande elegância, com uma fachada simétrica de dois pisos com elementos destacados em cantaria, e um corpo construído sobre um pódio elevado. A escadaria da frente, com uma fonte em pedra lavrada, conduz à entrada principal, com duas portas inseridas em um pórtico com colunas jônicas que se eleva até o pavimento superior, onde é coroado por um frontão triangular com o brasão real em relevo inscrito, e que continua para cima na torre sineira, onde há um relógio. As aberturas são todas semelhantes, com molduras em pedra e arremate em arco, embora no piso superior tenham sacadas com gradis de ferro trabalhado. Acima do conjunto corre uma balaustrada, com estátuas decorativas nas extremidades. Essas estátuas, são a Justiça, vista no canto à direita da foto acima, representada com espada na mão direita e balança na esquerda; a Coragem, representada com um cálice na mão direita, a Temperança, situada no canto do fundo na Coragem, representada por uma mulher com um freio de animal na mão direita e ao lado desta para o lado da igreja do Carmo, no fundo também,  a Força, representada por um homem com uma coluna.

## Estrutura e acervo
Modernamente o Museu da Inconfidência está organizado nos seguintes setores:
- Casa de Câmara e Cadeia, com a exposição permanente e o Panteão dos Inconfidentes.
- Anexo I, com a reserva técnica, o auditório, uma sala para exposições temporárias e salas de apoio.
- Anexo II, com o setor de museologia, os laboratórios de conservação e restauro e o setor de documentação e pesquisa.
- Anexo III, a Casa do Pilar, com os arquivos judiciário, histórico e musicológico, e um setor de pesquisa.
- Casa da Baronesa, onde funciona o Museu-Escola.

### Panteão dos Inconfidentes

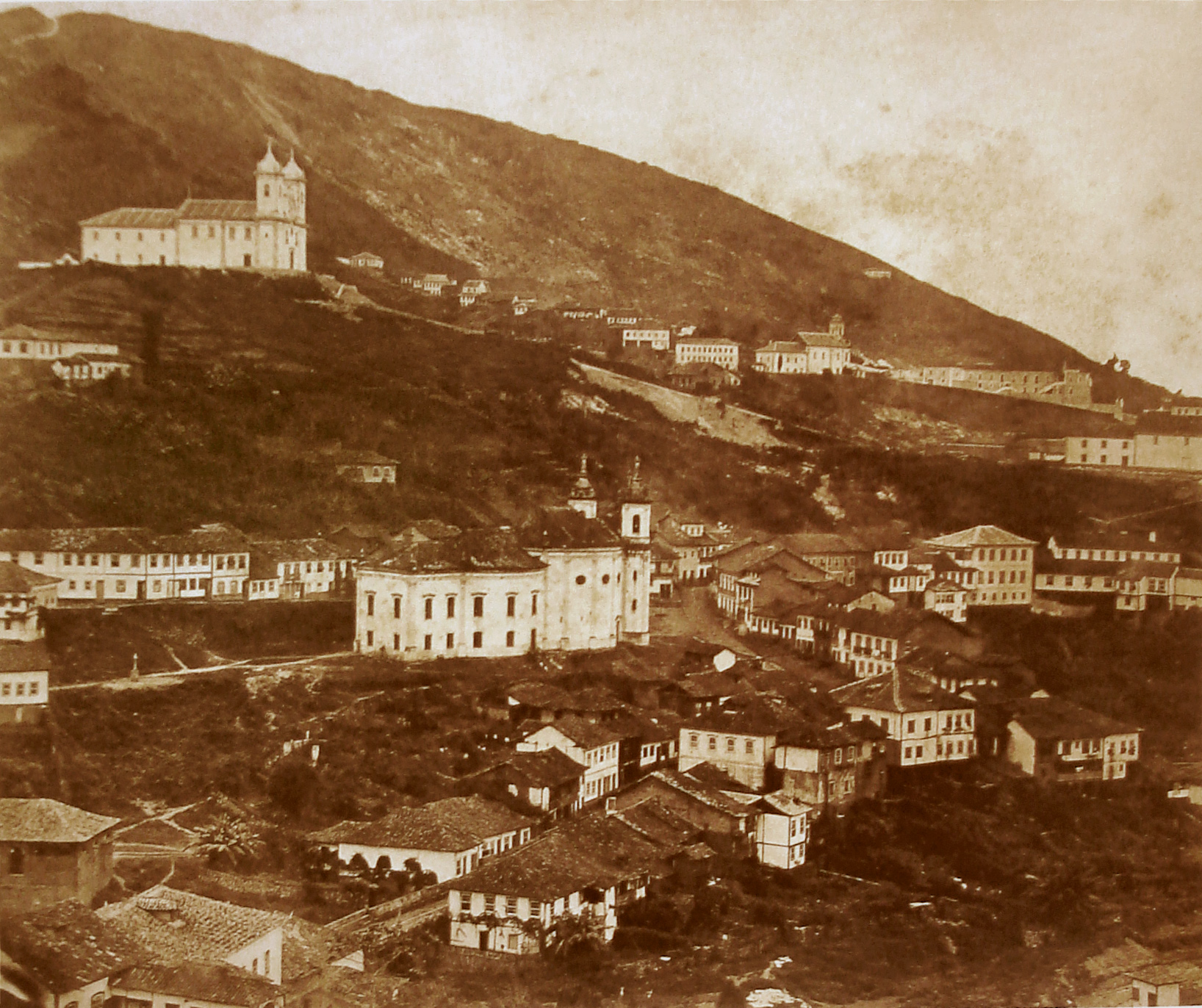
Acervo fotográfico: Vista de Ouro Preto em torno de 1875.

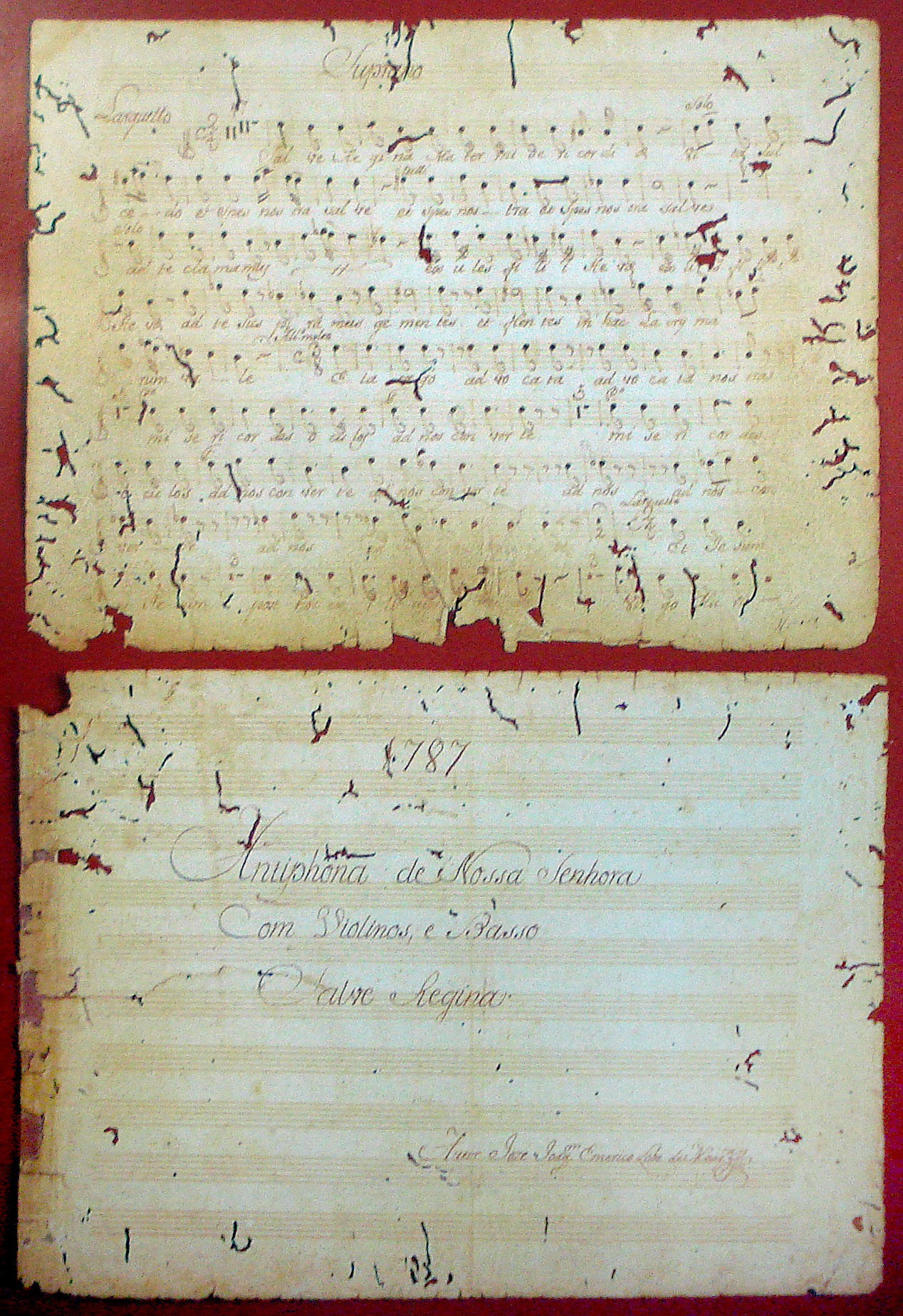
Partitura autógrafa do Salve Regina de Lobo de Mesquita.

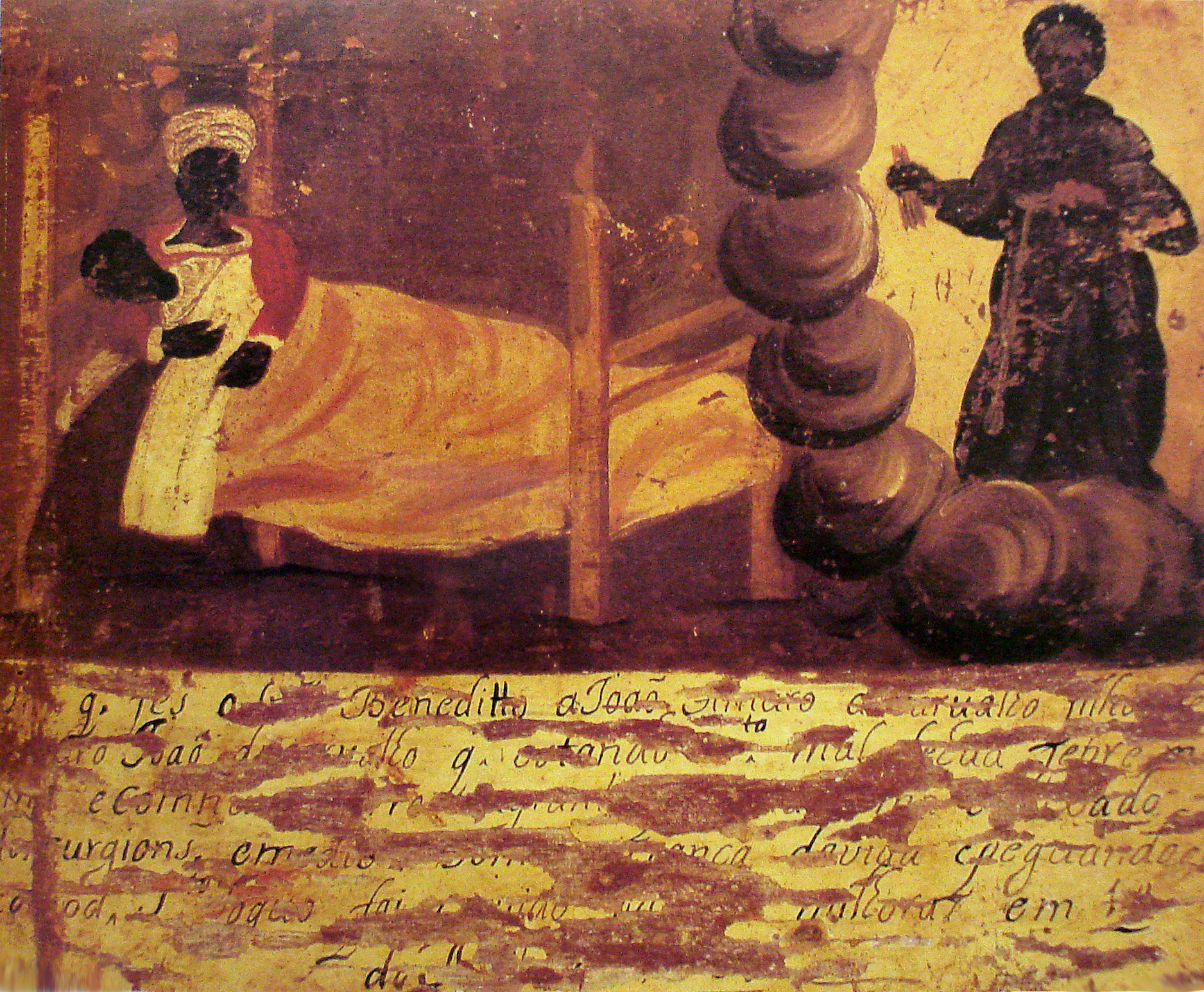
Ex-voto polular com invocação a São Benedito.

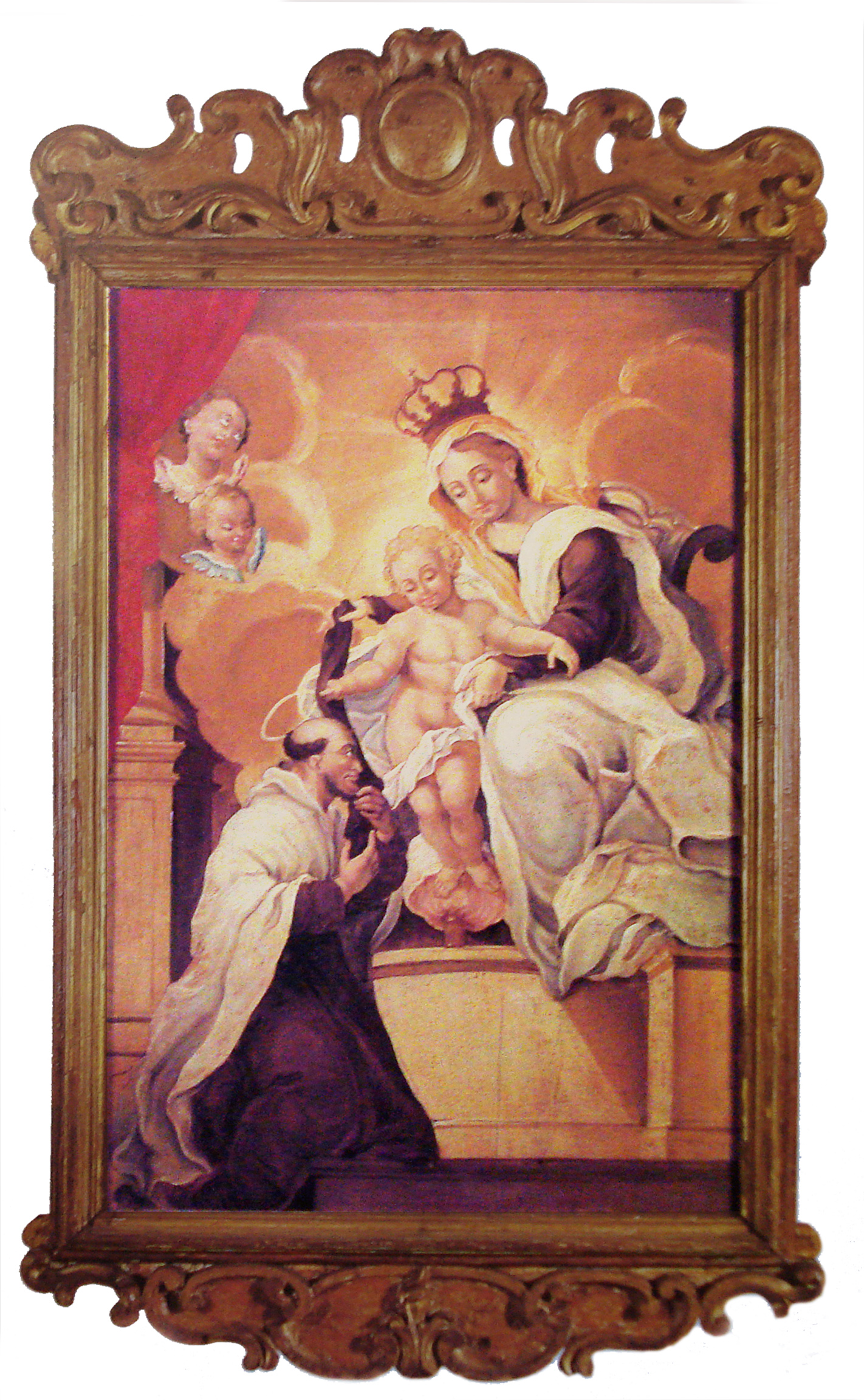
Atelier de Mestre Ataíde: Santa Maria e São Simão Stock.

Um espaço especial dentro da antiga Casa da Câmara para abrigar os restos mortais dos inconfidentes. Nem todos os conspiradores ali repousam, pois alguns não puderam ter suas tumbas localizadas, e outros têm sua identificação duvidosa até os dias de hoje, a despeito dos intensos esforços de estudiosos nesse sentido. Estão no Panteão os restos de treze dos vinte e quatro sentenciados pela coroa portuguesa. Uma lápide vazia é o memento dos ausentes, entre os quais está Tiradentes, cujo corpo foi esquartejado e exposto em opróbrio.

### Arquivo Judiciário
Instalado no Anexo III do museu, a Casa do Pilar, preserva as peças judiciais levadas durante o período colonial de Ouro Preto. Dentre elas é particularmente importante o volume 7 dos Autos da Devassa mineira, a que foram acrescidos os traslados da Devassa carioca, os processos de réus eclesiásticos, os processos de réus comuns da justiça local e outros documentos. Em 1995 o conjunto era composto por 5.180 inventários, 1.660 testamentos, 14.350 ações cíveis, 1.570 ações criminais e 388 códices vários, formando um nítido painel da vida judicial e mesmo dos costumes sociais da época da colônia.

### Arquivo Histórico
Esta seção guarda grande número de documentos relativos à história da cidade e da região, como um relatório de despesas autografado pelo alferes Joaquim José da Silva Xavier, o Tiradentes; uma provisão assinada por Tomás Antônio Gonzaga em favor de Alexandre Luiz de Mello; atestados passados por Alvarenga Peixoto e Francisco de Paula Freire de Andrade, recibos assinados pelo Aleijadinho, e um diploma de José Álvares Maciel.

### Arquivo Musical
Oriundo da grande coleção de partituras coloniais reunidas pelo musicólogo Curt Lange na década de 1940, também guardado na Casa do Pilar. Este material teve, depois de penosamente redescoberto pelo alemão, uma trajetória digna de um filme de aventuras, sendo foco de intrigas políticas, difamação e mesmo durante algum tempo esteve depositado no Instituto Interamericano de Musicologia, em Montevidéu, para onde Lange o enviara temendo que o esforço de suas pesquisas, que hoje são consideradas fundamentais para a história da música brasileira, voltasse a se perder numa época em que a música colonial do Brasil era objeto de descaso. Após longas negociações esta coleção inestimável foi adquirida pelo Museu da Inconfidência, tornando-se uma das referências mais importantes para o estudo da atividade musical nas Minas Gerais durante a colônia, com itens também de outras procedências e do período imperial. Há partituras autógrafas e cópias de composições de Manoel Dias de Oliveira, Lobo de Mesquita, José Meirelles, Carlos Gomes, José Maurício Nunes Garcia e Jesuíno do Monte Carmelo, dentre muitos outros.

### Biblioteca
Com milhares de volumes, onde muitos são obras raras. Destas se destacam as Observações sobre as Enfermidades dos Negros, de Dazille (1808), traduzido por Antônio José de Carvalho; o Aureo Throno Episcopal (1749) que narra a fundação do bispado de Mariana; o Livro de Compromissos da Irmandade de São Miguel e Almas (1722), com iluminuras, e exemplares das edições princeps do Caramuru (1781) de Santa Rita Durão, das Obras (1768) de Cláudio Manuel da Costa e da Marília de Dirceu (1792), de Tomás Antônio Gonzaga, além de dicionários, livros científicos e outros.

### Museu-Escola e Ludomuseu
Parte do projeto educativo do museu, que inclui oficinas de artes plásticas e teatro, centradas em episódios da Inconfidência e outros momentos marcantes da história local, oferece treinamento para professores e desenvolve atividades temáticas itinerantes pelo interior de Minas Gerais.

## Acervo Museológico
O Museu da Inconfidência teve seu acervo de objetos formado a partir de alguns elementos importantes, quais sejam: os despojos e restos mortais dos inconfidentes repatriados para o Brasil por meio de ação do governo Vargas e uma doação de um conjunto de objetos e peças vindas do fechamento do Museu Eclesiástico ou Museu São Pedro vinculado à Arquidiocese de Mariana, fruto da doação do arcebispo Dom Helvécio Gomes de Oliveira. Com grande quantidade de peças artísticas e históricas, com destaque para a estatuária, as pinturas, a ourivesaria, o mobiliário, a iconografia da paisagem urbana em fotografias, desenhos e gravuras, e os objetos de uso doméstico e outros ligados à escravidão. As peças e os objetos ligados à arte são em sua grande maioria dos estilos artísticos conhecidos como Barroco e Rococó. Era parte da política do museu e do próprio IPHAN a exaltação desses estilos artísticos como forma de inserir o Brasil no rol de nações civilizadas por meio da história da arte. 
Dentre as esculturas são notáveis: um andor com estátua em madeira policroma da Imaculada Conceição atribuído a Francisco Xavier de Brito; uma Nossa Senhora da Conceição minuciosamente entalhada em calcita e decorada com conchas; um oratório com mecanismo móvel mostrando o Menino Jesus deitado e cercado de anjos; várias figuras de presépio atribuídas ao Aleijadinho; um grande São Jorge processional também atribuído ao Aleijadinho; um oratório com várias figuras em pedra-sabão em cenas da Crucificação e da Natividade; um Cristo flagelado de grande expressividade, um belo anjo tocheiro, e grande número de ex-votos, crucifixos, retábulos e estátuas de anjos e santos diversos.
A ourivesaria é representada por cruzes processionais, ostensórios, cálices de comunhão, navetas, turíbulos, castiçais e coroas em prata e ouro. O mobiliário tem belos exemplares de mesas, arcazes, oratórios, cofres, cômodas, camas e cadeiras dos séculos XVII ao século XIX, como um trono episcopal do bispo de Vila Rica, atribuído ao Aleijadinho, uma cama de dossel estilo Dona Maria I, uma cama eclesiástica que teria pertencido a Santa Rita Durão, cadeirões com encosto de couro lavrado da antiga Câmara de Vila Rica, e uma cadeirinha de arruar com painéis mitológicos pintados.
A pintura tem significativa representação com diversos painéis, bandeiras processionais, ex-votos e telas com retratos de santos e cenas sagradas, incluindo peças de Mestre Ataíde, João Nepomuceno Correia e Castro e vários autores anônimos da região de Ouro Preto. Merecem nota ainda os retratos oficiais de Dom Pedro III, Dona Maria I, Dom João VI infante, Dona Mariana Vitória e Dom Pedro I. Por fim, são preservados no museu uma diversidade de objetos de uso cotidiano como vasos, bacias, gomis, tinteiros, porcelanas, relógios e equipamentos de montaria decorados, e objetos usados pelos escravos.

## Outras obras

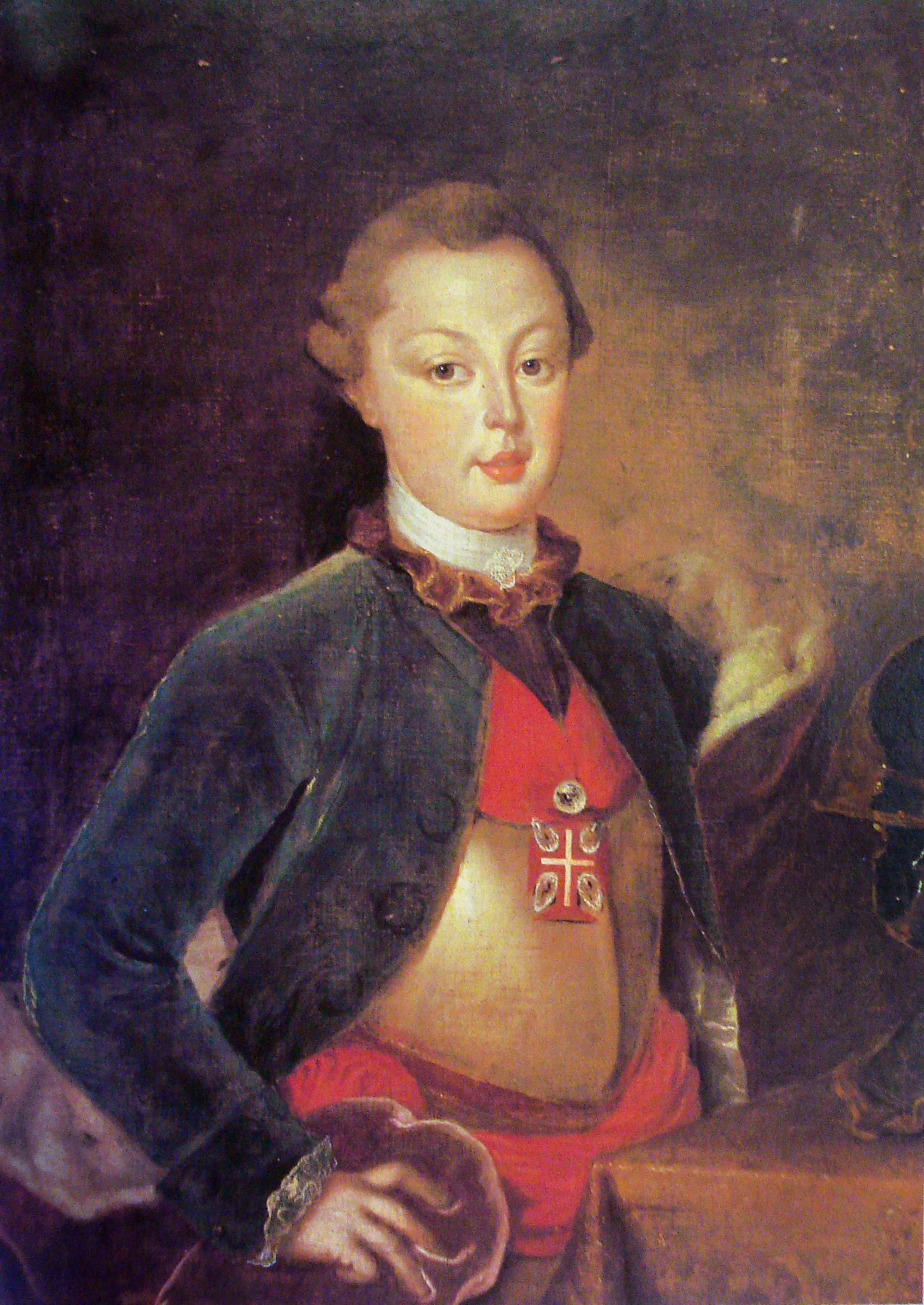
Anônimo: Retrato de Dom João VI infante, século XVIII
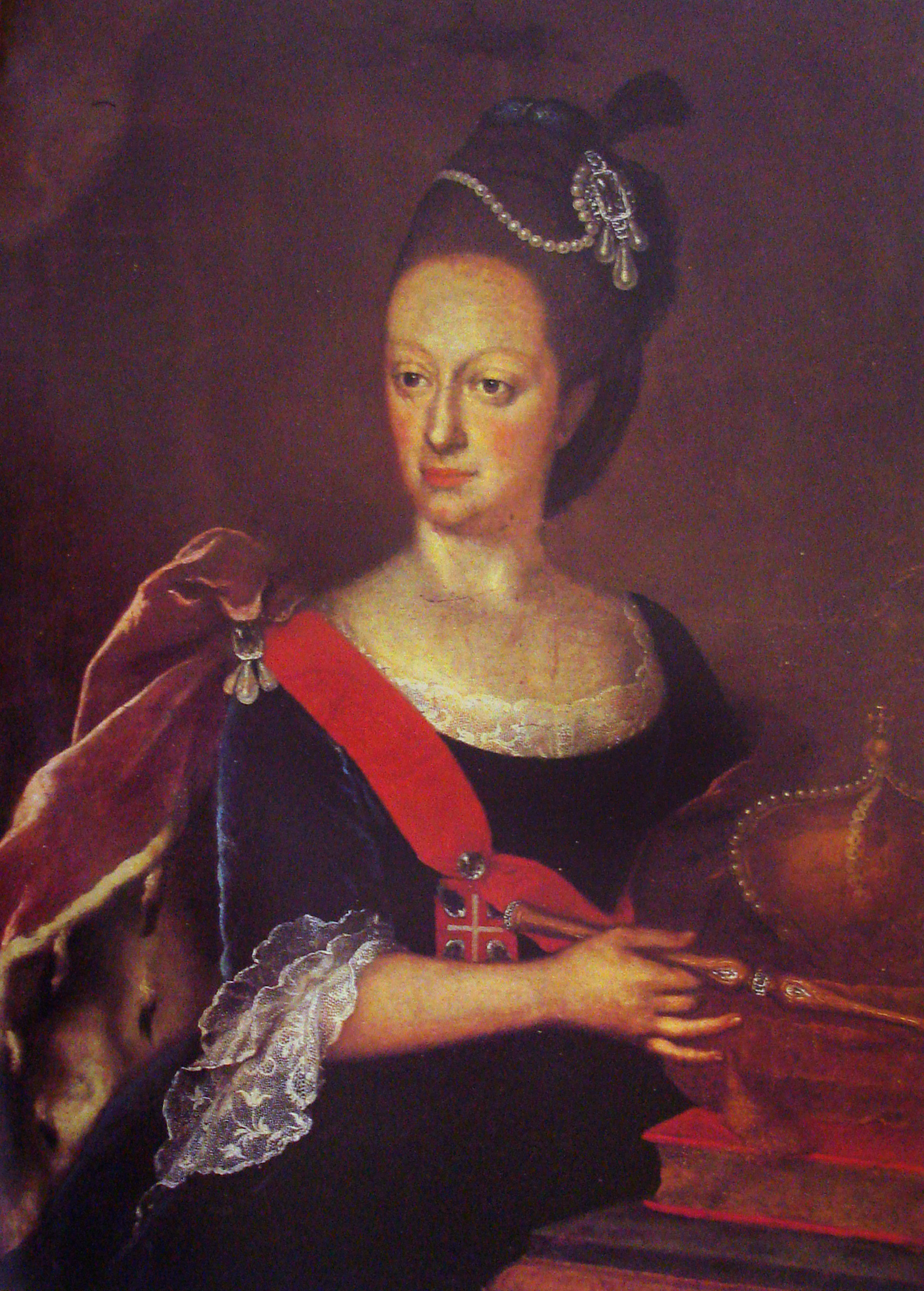
Anônimo: Retrato de Dona Maria I, século XVIII
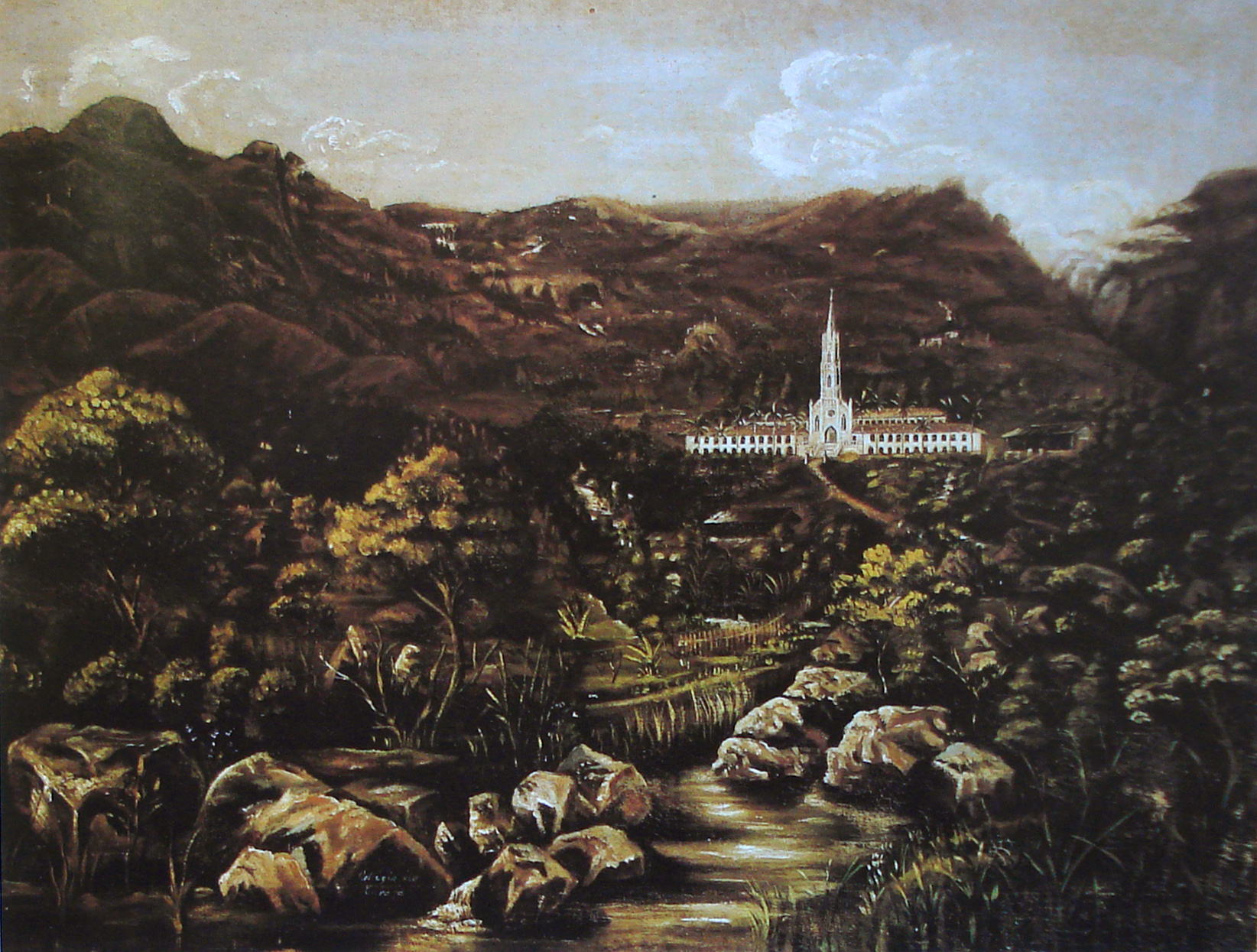
Anônimo: Vista do Colégio do Caraça, século XIX
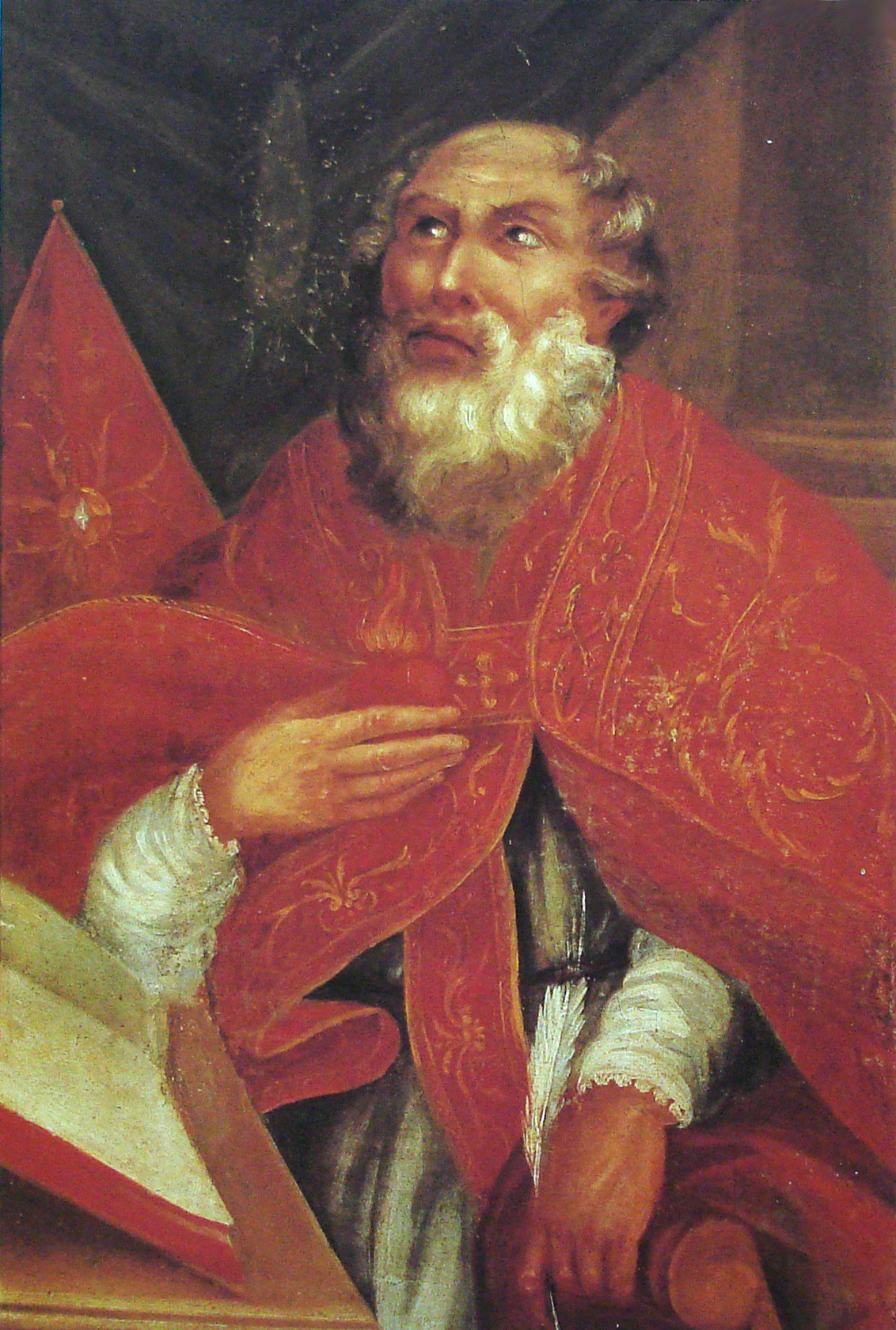
Anônimo: Retrato de Santo Agostinho, século XIX
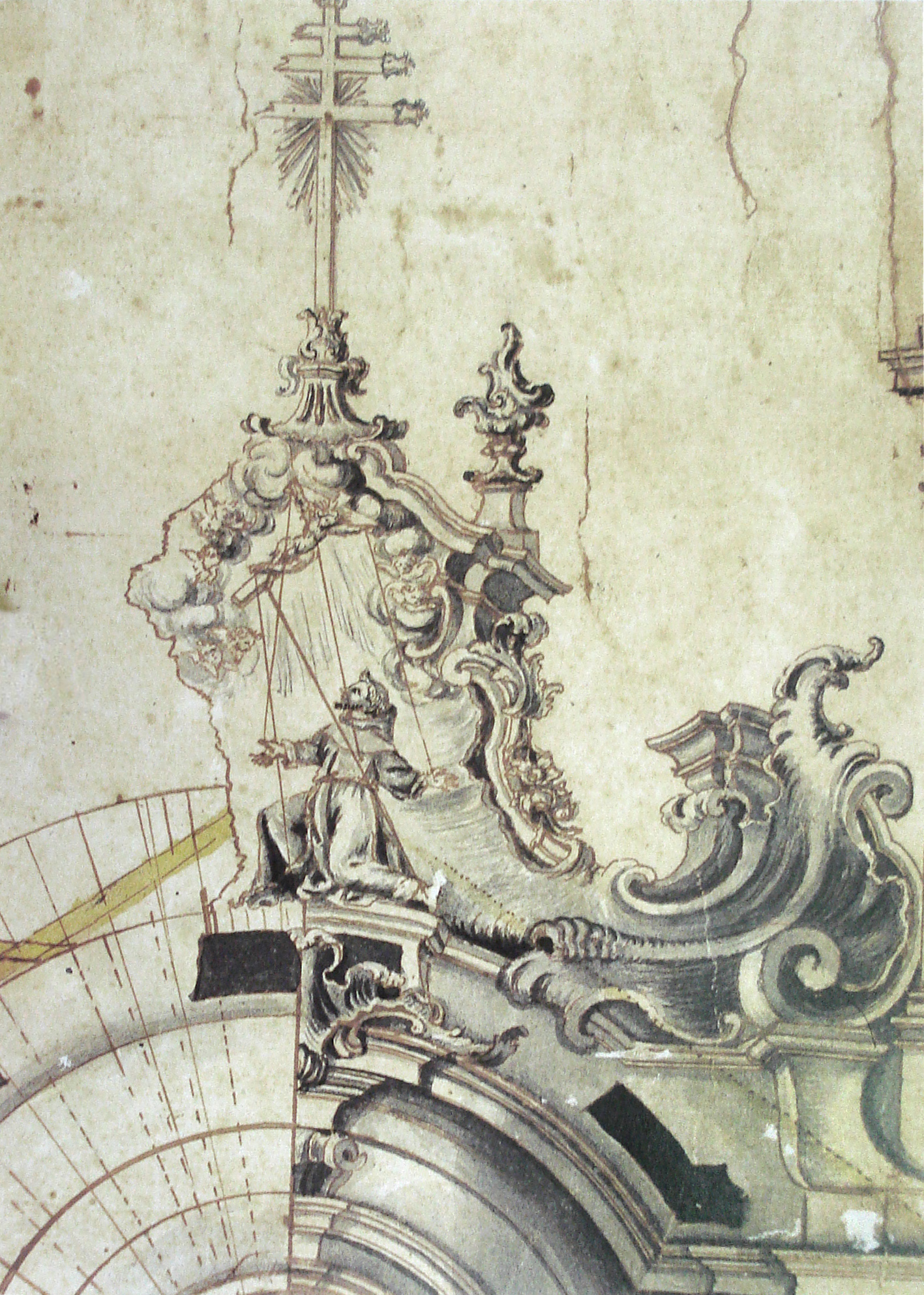
Aleijadinho (atribuição): Projeto para o frontispício da Igreja de São Francisco em São João del-Rei.